# Послание к человеку
«Посла́ние к челове́ку» — ежегодный конкурсный международный кинофестиваль документальных, короткометражных, анимационных и экспериментальных фильмов, проходящий в Санкт-Петербурге с 1989 года.
Образовался в результате преобразования документальной секции Московского Международного кинофестиваля (ММКФ) в отдельный Ленинградский международный фестиваль документальных фильмов. Все эти годы организационно и финансово поддерживается Госкино СССР и РФ, Министерством культуры РФ и его кинодепартаментом, правительством Санкт‐ Петербурга и Комитетом по культуре, в последнее время также Федеральным фондом социальной и экономической поддержки отечественной кинематографии.
Название фестиваля «Послание к человеку» отсылает к универсальным библейским гуманистическим ценностям. Основа эмблемы и приза фестиваля — рисунок Нади Рушевой «Кентаврёнок с венком». Фигурка «Золотого Кентавра» выполнена художником Дмитрием Пахомовым.

## История и концепция
Кинофестиваль создан постановлением Совета Министров СССР от 16 января 1989 года № 29:
«Государственный комитет СССР по кинематографии, Государственный комитет СССР по радиовещанию и телевидению и Союз кинематографистов СССР организуют Ленинградский международный кинофестиваль неигрового кино „Послание к человеку“… с целью способствовать контактам и обмену идеями между кинематографистами разных стран, разрабатывающими в своём творчестве темы добра, социальной справедливости и мира».
Кинофестиваль основан Михаилом Литвяковым, который на сегодняшний день является Почетным Президентом фестиваля. С 2010 года Президентом стал Алексей Учитель, режиссер документальных и игровых фильмов, народный артист России. Программными директорами фестиваля в разное время были: Виктор Семенюк, режиссер-документалист, основатель кафедры режиссуры Санкт-Петербургского университета кино и телевидения; Алексей Медведев, куратор, киновед, переводчик; Михаил Ратгауз, кинокритик, куратор.
«„Послание к человеку“ собирает актуальный док сезона — и российский, и иностранный. На несколько дней киноманы и синефилы занимают все площадки фестиваля, бронируя билеты на большую часть сеансов. Киновузы города, как правило, отпускают на показы студентов, а на обсуждениях картин с участием режиссеров можно просидеть до глубокой ночи. После исчезновения в России международного фестиваля документального кино „Артдокфест“ именно „Послание к человеку“ оказался площадкой для знакомства с самой передовой — в рамках законов и обстоятельств — мировой и отечественной документалистикой. Впрочем, посмотреть здесь можно и необычное игровое кино, которое в последние годы составляет около 1/3 программы».
В рамках фестиваля проходят премьеры фильмов, которые в дальнейшем завоевывают награды самых престижных мировых кинематографических премий. Так в 1993 году фильм «Беловы» Виктора Косаковского был награжден «Золотым кентавром», а позже стал обладателем практически всех главных призов в области документального кино: премия «Золотой сестерций», приз экуменического жюри, приз ФИПРЕССИ, приз публики, приз юных зрителей XXV-го Международного фестиваля документального кино в Ньоне, призы фестивалей в Дьере, Лейпциге и Амстердаме. В 1998-м главный приз «Послания» был присужден картине «Хлебный день» Сергея Дворцевого, который в дальнейшем заполучил множество наград международных смотров: приз за лучший полнометражный фильм МКФ документального кино в Ньоне, гран-при «Золотой дракон» фестиваля короткометражных фильмов в Кракове, призы фестивалей в Лейпциге, Борнхольме и Алматы.
«Имена Виктора Косаковского, Сергея Дворцевого, Андрея Осипова, Александра Роднянского, Алексея Ханютина, Константина Бронзита, Сергея Лозницы, Александра Котта, Алины Рудницкой, Тимофея Жалнина впервые прозвучали у нас. Их известность начиналась с призов на конкурсе дебютов нашего фестиваля. Охотно присылали к нам свои первые работы студенты и выпускники киношкол Франции, Италии, Испании, Англии, Германии, США, Ирана, Скандинавии, Австралии, стран Латинской Америки… Случались блистательные дебюты, такие, как например, „Счастье“ Сергея Дворцевого, фильм, который затем получил более 20‐ти международных призов, или „Внутри-снаружи“ англичан братьев Тома и Чарльза Гардов, выпускников Кембриджа. Рассказанная ими современная любовная история оказалась бесспорным фаворитом на десятом „Послании к человеку“ и завоевала Гран‐при фестиваля. Дебют студента Санкт‐Петербургского государственного университета кино и телевидения Тимофея Жалнина „Черновик“ стал лучшим фильмом „Послания к человеку“ в 2010 году, получил Гран-при, а потом триумфально прошел по фестивальным экранам мира» — почетный президент кинофестиваля «Послание к человеку» Михаил Литвяков.

## Программа
«Кинофестиваль "Послание к человеку" зародился на сломе эпох и не только принял на себя все трудности переходного периода, но стал живым свидетелем всех перемен. За прошедшие годы наш фестиваль вырос и возмужал. Из чисто документального киносмотра он превратился в солидный кинофорум, которому интересны все жанры и направления современного кинематографа. О "Послании" знают во всем мире: это ежегодно подтверждается широчайшей географией стран‐производителей фильмов, приходящих в адрес отборочной комиссии. Очень важно, что наш кинофестиваль привлекает и молодежь, и зрелых авторов, дебютантов и звезд мирового кинематографа. Ему удается объединять, а иногда и примирять в дискуссиях при обсуждении фильмов самые полярные мнения. "Послание к человеку" помогает людям, говорящим на разных языках, лучше понимать друг друга. Но главное, во все годы своего существования он стремится донести до зрителей самое новое, интересное, спорное и жизнеутверждающее кинопослание, прилетевшее на берега Невы со всех уголков Земли,» — президент кинофестиваля «Послание к человеку» Алексей Учитель.
В программе «Послания» традиционно участвуют около двухсот полнометражных и короткометражных фильмов со всего мира. Сеансы проходят на главных киноплощадках Санкт-Петербурга.
«У отборщиков больших фестивалей есть стойкое убеждение, что конкурсы не должны быть слишком сильными, что нужно соблюдать пропорции между очевидно яркими и менее яркими картинами. Программеры „Послания к человеку“ не разделяют веры в это общее правило. Как и в прошлые годы, мы упорно ищем отличное кино со всех концов Земли и искренне рассчитываем увидеть его и в заявках на конкурсы этого года», — программный директор кинофестиваля «Послание к человеку» Михаил Ратгауз.
МЕЖДУНАРОДНЫЙ КОНКУРС
```
• Полнометражные документальные фильмы (от 40 до 120 минут)
• Короткометражные документальные фильмы (до 40 минут)
• Короткометражные игровые и анимационные фильмы (до 30 минут)
```

«Международный конкурс „Послания к человеку“ традиционно разнообразен, даже по составу участников. Все они, и дебютанты, и мастера, состязаются друг с другом на равных правах, как равноценны в Международном конкурсе все жанры и форматы, фильмы любой длины. Состав конкурса может показаться эклектичным, разнородным, мозаичным. Это лоскутное одеяло, сшитое из тончайших кружев и грубого холста, толстой кожи и изящного шелка, технологичного капрона и понятного ситца. Но таков по своей природе фасеточный взгляд современного кино на мир. И в этой вариативности есть свое фундаментальное преимущество: кинематограф пробивается к сердцу, уму и душе зрителя разными путями, оставляя за „человеком смотрящим“ свободу наделить сюжетом и смыслом каждый завиток противоречивого орнамента. Задача фестиваля — пригласить зрителя в это кинопутешествие, облегчить сборы, сделать прозрачнее границы, преодолев изоляцию и взаимное отчуждение, которые так остро ощущаются и переживаются сегодня. Только так можно понять послание, которое на языке кино выкрикивает человеку большой мир», — председатель отборочной комиссии Международного конкурса Василий Степанов.
НАЦИОНАЛЬНЫЙ КОНКУРС ДОКУМЕНТАЛЬНЫХ ФИЛЬМОВ
```
• Документальные фильмы (продолжительность не более 120 минут)
```

«Документалисты, особенно молодые (их в конкурсе, как всегда, большинство), по свежим следам торопятся запечатлеть „здесь и сейчас“, уловить внутреннюю жизнь обычного человека во времена повышенной турбулентности. Авторы этих фильмов всматриваются в тихие вопросы, часто не замечаемые обществом и государством, но существенные для любого человека в его частной жизни. Современный киноязык, с его широкими возможностями, экспериментальными и традиционными, позволяет обратиться к очень тонкой материи: к чувствам и ощущениям, боли, тревоге, к поискам счастья и понимания — и не снять пыльцу индивидуального жесткой формой искусства», — куратор Национального конкурса Алена Солнцева.
МЕЖДУНАРОДНЫЙ КОНКУРС ЭКСПЕРИМЕНТАЛЬНЫХ ФИЛЬМОВ IN SILICO
```
• Короткометражные экспериментальные фильмы (продолжительность не более 15 минут)
```

«„Расшифровкой действительности“, как писал в свое время Вертов, и занимаются все без исключения фильмы в программе. Как всегда, самый большой тематический блок в конкурсе посвящен работе памяти и ее сохранению в медиа, стремлению расшифровать субъективный человеческий опыт, заключенный в любительских и профессиональных кадрах и фотографиях, в телевизионных роликах и красивых компьютерных рендерах», — отборщик Экспериментального конкурса In Silico Михаил Железников.
СПЕЦИАЛЬНЫЕ ПРОГРАММЫ
Специальные программы формируются и составляются оргкомитетом фестиваля. В 2024 году в рамках фестиваля было проведено 13 спецпрограмм — рекордное количество за всю историю «Послания». Среди них: Панорама.Doc, Двойные вершины, Новые голоса, Это не должно было произойти, Киберглаз, Футурум, Трагедия: краткая история аргентинского кино, Разговоры на проселочной дороге, Молодое кино Южной Кореи, Якутское кино: здесь и сейчас, Союзмультфильм: лучшее за 10 лет, Мультиверс, Российское молодое.Продолжение
ФИЛЬМЫ ОТКРЫТИЯ И ЗАКРЫТИЯ
Фильмы открытия и закрытия прошлых лет:
«Плэйбек», «Окончательный монтаж – дамы и господа!», «Эпизод из жизни сборщика железа», «Танец реальности», «Два дня, одна ночь», «Соль Земли», «Человек», «Франкофония», «Неизвестная», «О, Интернет! Грёзы цифрового мира»,  «Человек с киноаппаратом», «Кроткая», «Молодость», «Акварель», «Диего Марадона», «Предатель», «Все прошло хорошо», «Лили и море», «Большие змеи Улли-Кале», «Балабанов. Колокольня. Реквием», «Каникулы», «Книга решений»,  «Ученик. Восхождение Трампа», «Все, что нам кажется светом» и другие.
ЭХО ФЕСТИВАЛЯ
С 2023 года «Послание к человеку» проводит «Эхо» фестиваля в разных городах России. Среди фильмов «Эха» — призеры фестиваля, картины из конкурсов и спецпрограмм, полнометражные и короткометражные фильмы. В 2024 году «Эхо» фестиваля можно было услышать и увидеть в пяти городах России: Москве, Якутске, Выборге, Екатеринбурге и Архангельске.

## Гости и участники

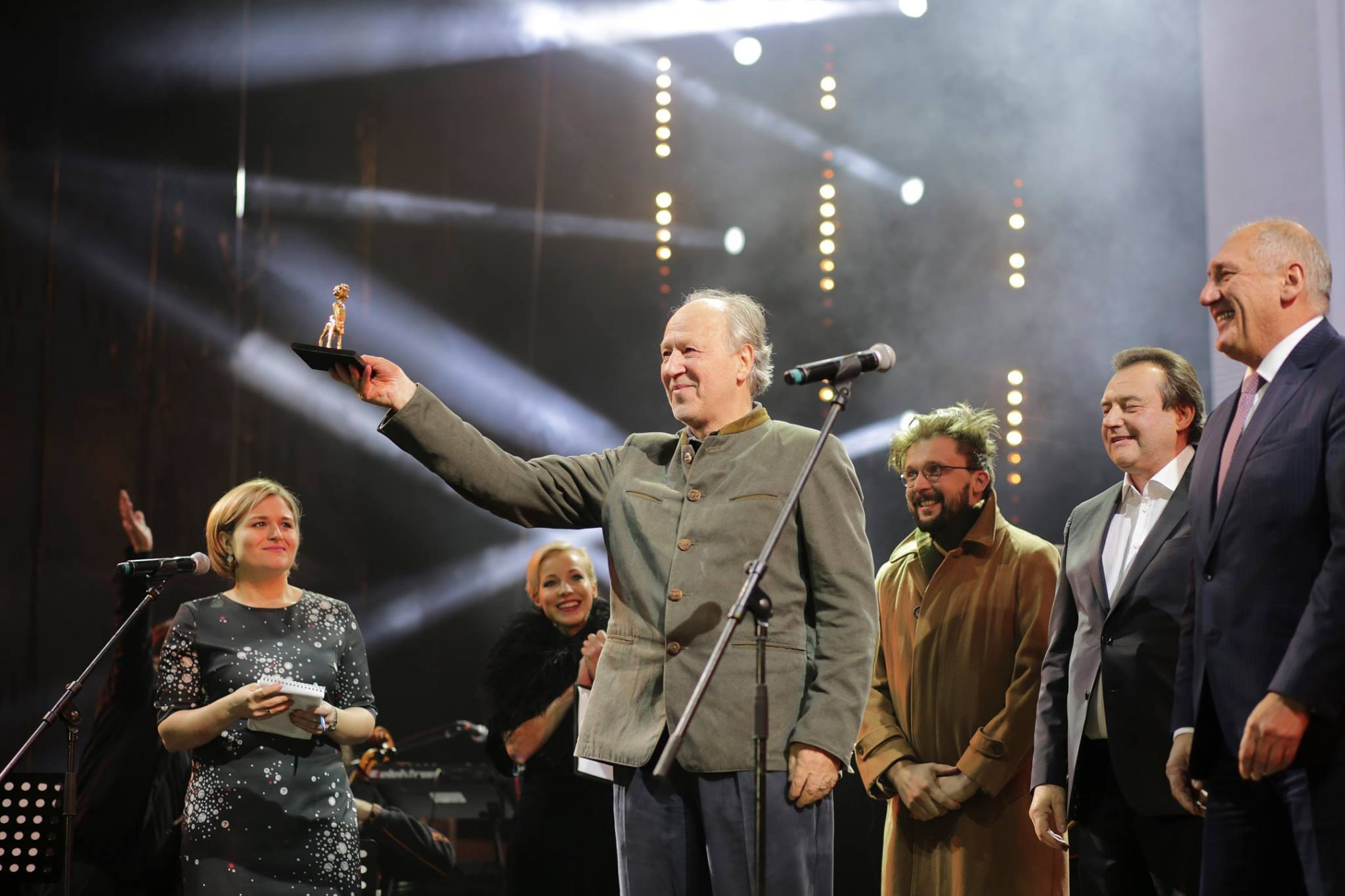
Вернер Херцог на Дворцовой площади во время церемонии открытия фестиваля. В рамках церемонии режиссеру был вручен приз за вклад в мировой кинематограф

В разные годы участниками, членами или председателями жюри были: Аньес Варда, Изабель Юппер, Вернер Херцог, Фредерик Уайзман, Эрик Робертс, Клод Ланцман, Паоло Соррентино, Фанни Ардан, Збигнев Рыбчинский, Ульрих Грегор, Вадим Абдрашитов, Лео Гурвиц, Александр Роднянский, Сергей Мирошниченко, Сергей Овчаров, Эмир Кустурица, Лени Рифеншталь, Геррит ван Дийк, Александр Рогожкин, Константин Бронзит, Сергей Дворцевой, Павел Костомаров, Сергей Лозница, Эрвин Ляйзер, Тонино Гуэрра, Мераб Мамардашвили, Юрис Подниекс, Владимир Мотыль, Савва Кулиш, Федор Хитрук, Кира Муратова, Александр Сокуров, Виктор Косаковский, Гарри Бардин, Фолькер Шлендорф, Юрий Клепиков, Владислав Виноградов, Годфри Реджио, Билл Плимптон, Мира Наир, Семих Капланоглу, Марина Голдовская, Алишер Хамидходжаев, Владимир Познер, Михаэль Главоггер, Ульрих Зайдль и многие другие.
Самый почетный приз  «Послания к человеку» —  за Вклад в мировый кинематограф — лично получали со сцен фестиваля Аньес Варда, Вернер Херцог, Ульрих Зайдль, Клод Ланцман, Фредерик Уайзман, Артавазд Пеляшян, Паоло Соррентино, Удо Кир и другие

## Лауреаты Гран-при фестиваля «Послание к человеку»
| Фестиваль        | Прошёл в | Лучший фильм фестиваля                                                                            |
| ---------------- | -------- | ------------------------------------------------------------------------------------------------- |
| I фестиваль      | 1989 год | «Встречный иск»; Аркадий Рудерман, Юрий Хащеватский; СССР                                         |
| II фестиваль     | 1991 год | «ДМБ — 91»; Алексей Ханютин; СССР                                                                 |
| III фестиваль    | 1993 год | «Беловы»; Виктор Косаковский; Россия                                                              |
| IV фестиваль     | 1994 год | «Марш живых»; Александр Роднянский; Украина                                                       |
| V фестиваль      | 1995 год | «Мать Дао — черепаха»; Винсент Монникендам; Нидерланды                                            |
| VI фестиваль     | 1996 год | «Лев с седой бородой»; Андрей Хржановский; Россия                                                 |
| VII фестиваль    | 1997 год | «Чёрный Пепел»; Шухрат Махмудов; Узбекистан                                                       |
| VIII фестиваль   | 1998 год | «Хлебный день»; Сергей Дворцевой; Россия                                                          |
| IX фестиваль     | 1999 год | «Жизнь в тумане»; Бахман Гобади; Иран                                                             |
| X фестиваль      | 2000 год | «Внутри-Снаружи»; Том Гард, Чарльз Гард; Великобритания                                           |
| XI фестиваль     | 2001 год | Гран-При не присуждался.                                                                          |
| XII фестиваль    | 2002 год | «Алексей и родник»; Сейши Мотохаси; Япония «Зеркало души»; Жоао Жардим, Вальтер Карвайо; Бразилия |
| XIII фестиваль   | 2003 год | «В зоне любви»; Аркадий Морозов; Россия                                                           |
| XIV фестиваль    | 2004 год | «Притеснение»; Геир Хеннинг Хопланд; Норвегия                                                     |
| XV фестиваль     | 2005 год | «FATA MORGANA»; Анастасия Лапсуй, Маркку Лехмускаллио; Финляндия                                  |
| XVI фестиваль    | 2006 год | «Сёстры в законе»; Ким Лонгинотто, Флоуренс Айси; Великобритания                                  |
| XVII фестиваль   | 2007 год | «Моя любовь»; Александр Петров; Россия                                                            |
| XVIII фестиваль  | 2008 год | «Я такой»; Ингрид Демец, Кэролайн Ляйнтер; Италия                                                 |
| XIX фестиваль    | 2009 год | «Кармен встречает Бората»; Мерседес Сталенхоф, Нидерланды                                         |
| XX фестиваль     | 2010 год | «Черновик»; Тимофей Жалнин, Россия                                                                |
| XXI фестиваль    | 2011 год | «Как твои дела, Рудольф Минг?»; Робертс Рубинс, Латвия                                            |
| XXII фестиваль   | 2012 год | «Последний автобус»; Мартин Снопек, Ивана Лаучикова, Словакия                                     |
| XXIII фестиваль  | 2013 год | «После неё…»; Александра Канди Лонге, Бельгия                                                     |
| XXIV фестиваль   | 2014 год | «Лес танцующих духов»; Линда Вестрик, Швеция                                                      |
| XXV фестиваль    | 2015 год | «Зовите меня Марианной»; Каролина Белявска, Польша                                                |
| XXVI фестиваль   | 2016 год | «Глубина два»; Огнен Главович, Франция                                                            |
| XXXII фестиваль  | 2017 год | «Гармония»; Лидия Шейнина, Россия                                                                 |
| XXXIII фестиваль | 2018 год | «Пленница»; Бернадетт Туза-Риттер, Венгрия                                                        |
| XXIX фестиваль   | 2019 год | «Полуночная помощь»; Люк Лоренцен, США                                                            |
| XXX фестиваль    | 2020 год | «Просто парень»; Шоко Хара, Германия                                                              |
| XXXI фестиваль   | 2021 год | «Бабий Яр. Контекст»; Сергей Лозница, Нидерланды                                                  |
| XXXII фестиваль  | 2022 год | «Куда мы едем?»; Руслан Федотов, Россия                                                           |
| XXXIII фестиваль | 2023 год | «Географии одиночества»; Жаклин Миллс, Канада                                                     |
| XXXIV фестиваль  | 2024 год | «Ночь темна. Прощай здесь и везде»; Сильван Жорж, Франция                                         |